# Lago Bonney
Il lago Bonney è un lago glaciale ipersalino situato nella parte occidentale della valle di Taylor, una delle tre valli principali dell'Area Specialmente Gestita dell'Antartide delle valli secche McMurdo, un'area di circa 15000 km² situata nella regione centro occidentale della Dipendenza di Ross, nell'Antartide orientale.

## Caratteristiche
Il lago Bonney ha una forma allungata e si estende in direzione sud-ovest/nord est per 7 km, raggiungendo una larghezza massima di 900 metri. Esso può anche essere visto come un lago formato in realtà da due laghi uniti da uno stretto canale, largo solo 50 metri, aventi una superficie di 3,32 km², quello a est, e 1,28 km² quello a ovest. Il lago, situato a circa 60 m s.l.m., ha una profondità massima di 40 m e la sua superficie è perennemente occupata da uno strato di ghiaccio spesso dai 3,7 ai 4,6 metri.
Gli immissari del lago sono flussi di acqua che si generano in estate dal parziale scioglimento di diversi ghiacciai posti sulle vette delle due catene montuose tra cui si trova il lago, ossia la dorsale Asgard, a nord, e i colli Kukri, a sud, tra i quali si possono citare il ghiacciaio Sollas e il ghiacciaio Matterhorn.
All'estremità occidentale del lago si trova il termine del ghiacciaio Taylor. Saltuariamente, durante la stagione estiva, un getto di salamoia sgorga da fessure presenti all'estremità del Taylor, generando un fenomeno chiamato Cascate di sangue: nella salamoia, proveniente da un lago subglaciale sito a circa 400 m sotto i ghiacci del Taylor e a diversi chilometri di distanza, sono infatti presenti ossidi ferrici che, quando vengono a contatto con l'ossigeno, si ossidano, generando ossidi ferrosi di color cremisi. Le cascate si riversano quindi sul lago Bonney e, quando asciugano, lasciano sulla sua superficie degli strati colorati in cui, oltre agli ossidi di ferro, sono stati trovati anche batteri estremofili provenienti dal sopraccitato lago subglaciale.

## Storia

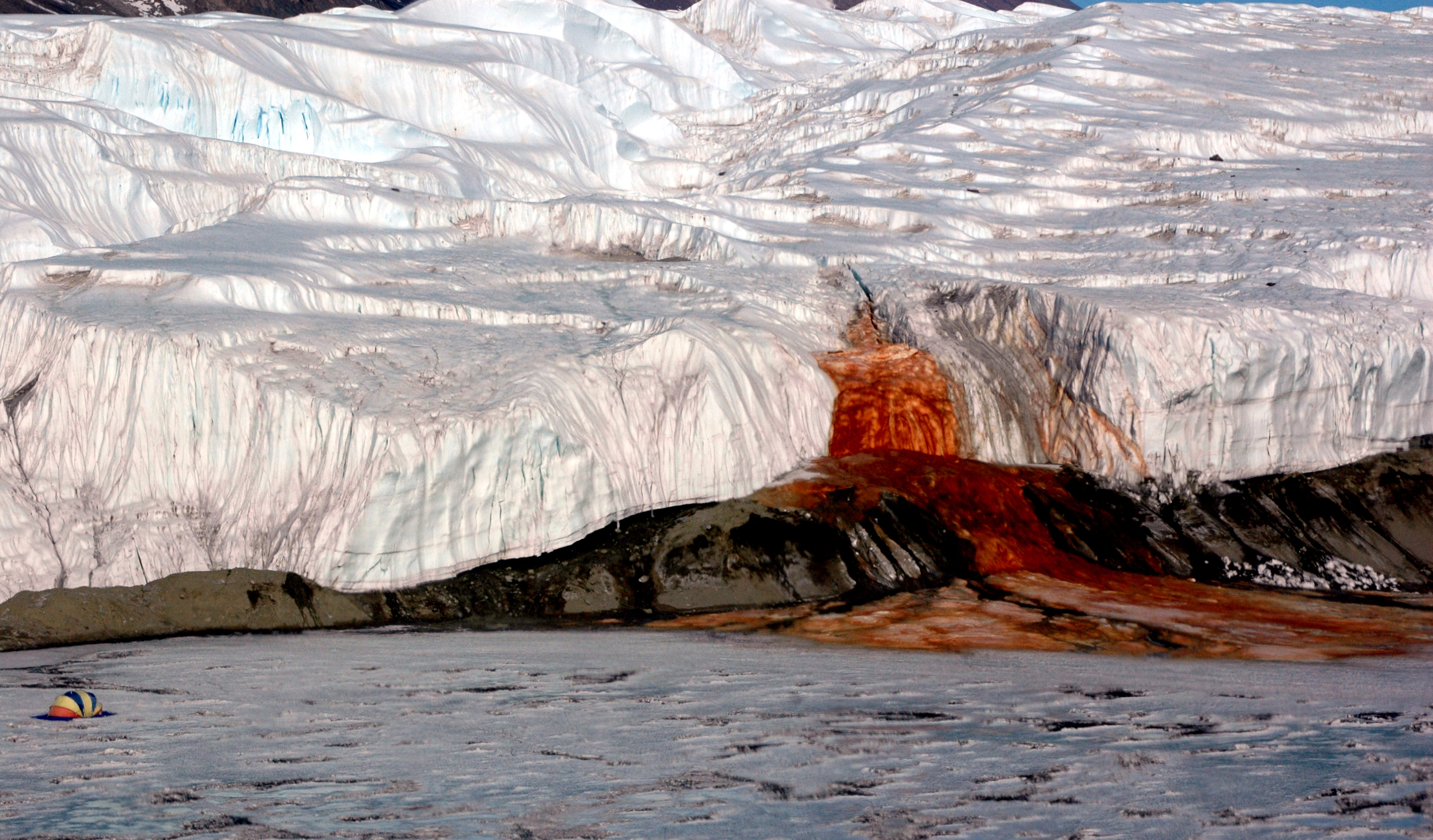
In questa fotografia si possono vedere le Cascate di sangue che si riversano sul lago Bonney. In basso a sinistra si vede la tenda di alcuni ricercatori.

Il lago fu scoperto durante la spedizione Discovery, svolta dal 1901 al 1904 e comandata da Robert Falcon Scott, ma fu così battezzato solo durante la spedizione Terra Nova, condotta dal 1910 al 1913 sempre al comando di Scott, in onore di Thomas George Bonney, che fu professore di geologia allo University College di Londra dal 1877 al 1901.
Data l'unicità del sopraccitato fenomeno delle Cascate di sangue, il lago Bonney è diventato meta di diverse spedizioni di ricerca che proprio sulla superficie del lago hanno installato i loro campi base da cui poi effettuare ricerche anche sul ghiacciaio Taylor. Diversi studi hanno riguardato comunque anche il lago stesso, infatti, a partire dal 2007 la NASA ha iniziato a finanziare un progetto volto alla realizzazione di un robot sommergibile autonomo chiamato ENDURANCE che sia in grado di esplorare la forma e la profondità del lago sotto la superficie ghiacciata. Tali esperimenti sono un primo passo nella realizzazione di robot sottomarini autonomi pensati per esplorare i laghi subglaciali che si ritiene siano presenti su Europa, uno dei satelliti di Giove, e su Encelado, uno dei satelliti di Saturno.